# シュルレアリスム

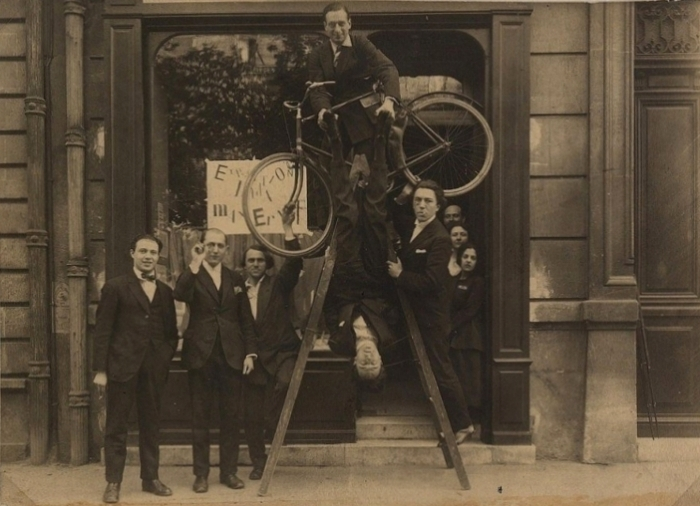
シュルレアリスムの出版社「オ・サン・パレイユ」で開催されたマックス・エルンスト展（1921年5月2日）：左から同社創設者ルネ・イルソム、バンジャマン・ペレ、セルジュ・シャルシューヌフィリップ・スーポー（上部）、ジャック・リゴー（逆さま）、アンドレ・ブルトン

シュルレアリスム（仏: surréalisme、英: surrealism）は、戦間期にフランスで起こった作家アンドレ・ブルトンを中心とする文学・芸術運動(アート・ムーブメント)である。
すでに1919年から最初のシュルレアリスムの試みである自動記述が行われていたが、1924年にブルトンが『シュルレアリスム宣言』を発表し、運動が本格的に始まった。
ブルトンはこの宣言でシュルレアリスムを「口頭、記述、その他のあらゆる方法によって、思考の真の動きを表現しようとする純粋な心的オートマティスム。理性による監視をすべて排除し、美的・道徳的なすべての先入見から離れた、思考の書き取り」と定義した。
シュルレアリスムはジークムント・フロイトの精神分析とカール・マルクスの革命思想を思想的基盤とし、無意識の探求・表出による人間の全体性の回復を目指した。
ブルトンのほか、ルイ・アラゴン、ポール・エリュアール、フィリップ・スーポー、バンジャマン・ペレらの詩人を中心とする文学運動として始まったが、ジョルジョ・デ・キリコ、マックス・エルンストらの画家やマン・レイらの写真家が参加し、1920年代末頃からスペインやベルギーからもサルバドール・ダリ、ルイス・ブニュエル、ルネ・マグリット、カミーユ・ゲーマンスらが参加。
分野もダリとブニュエルの『アンダルシアの犬』に代表される映画などを含む多岐にわたる芸術運動に発展した。
一方、フランスのシュルレアリスムが日本において前衛芸術として発展を遂げたのは1930年代以降のことであり、以後、ブルトンが提唱した無意識の探求という本来の目的から離れ、「現実離れした奇抜で幻想的な芸術」という意味で「シュール」という日本独自の概念・表現が生まれることになった。

## 歴史
1910年代に詩集『アルコール
』（1913年）によってフランス詩を大きく変え、美術評論『キュビスムの画家たち』（1913年）によってピカソ、ブラック、ピカビア、デュシャンらの前衛芸術家を支持したギヨーム・アポリネールは、アンドレ・ブルトン、フィリップ・スーポー、ピエール・ルヴェルディら、後にシュルレアリスト運動を牽引することになる若手作家をつなぐ役割を果たした。1917年に初演され、一大スキャンダルを巻き起こした、ジャン・コクトーの台本、エリック・サティの音楽、パブロ・ピカソの舞台芸術、レオニード・マシーンの振付による前衛バレエ『パラード』を支持し、プログラムを書いたのもアポリネールであった。彼はこのプログラムで初めて「シュルレアリスム」という言葉を用いた。さらに、翌1918年にはシュルレアリスム演劇の先駆となった彼自身の戯曲『ティレジアスの乳房』が上演された。
シュルレアリスム運動を牽引したブルトン、アラゴン、エリュアール、スーポー、バンジャマン・ペレらは1910年代末から1920年代初頭にかけて起こった文学・芸術運動ダダイスムにも参加していた。ブルトン、アラゴン、スーポーが創刊した「反文学」の文学雑誌『リテラチュール（文学）』には、1920年にトリスタン・ツァラをはじめとし多くのダダイストが寄稿し、ダダイスムの機関誌の役割を担っていたが、1921年頃からブルトンとツァラが対立し、運動内部の分裂につながった。根本的には、既成の秩序を破壊し、すべてを無意味化しようとするダダイストと、むしろ無意味、あるいは従来無意味とされてきた夢や無意識のなかに意味を見いだそうとする後のシュルレアリストの思想的な対立であった。

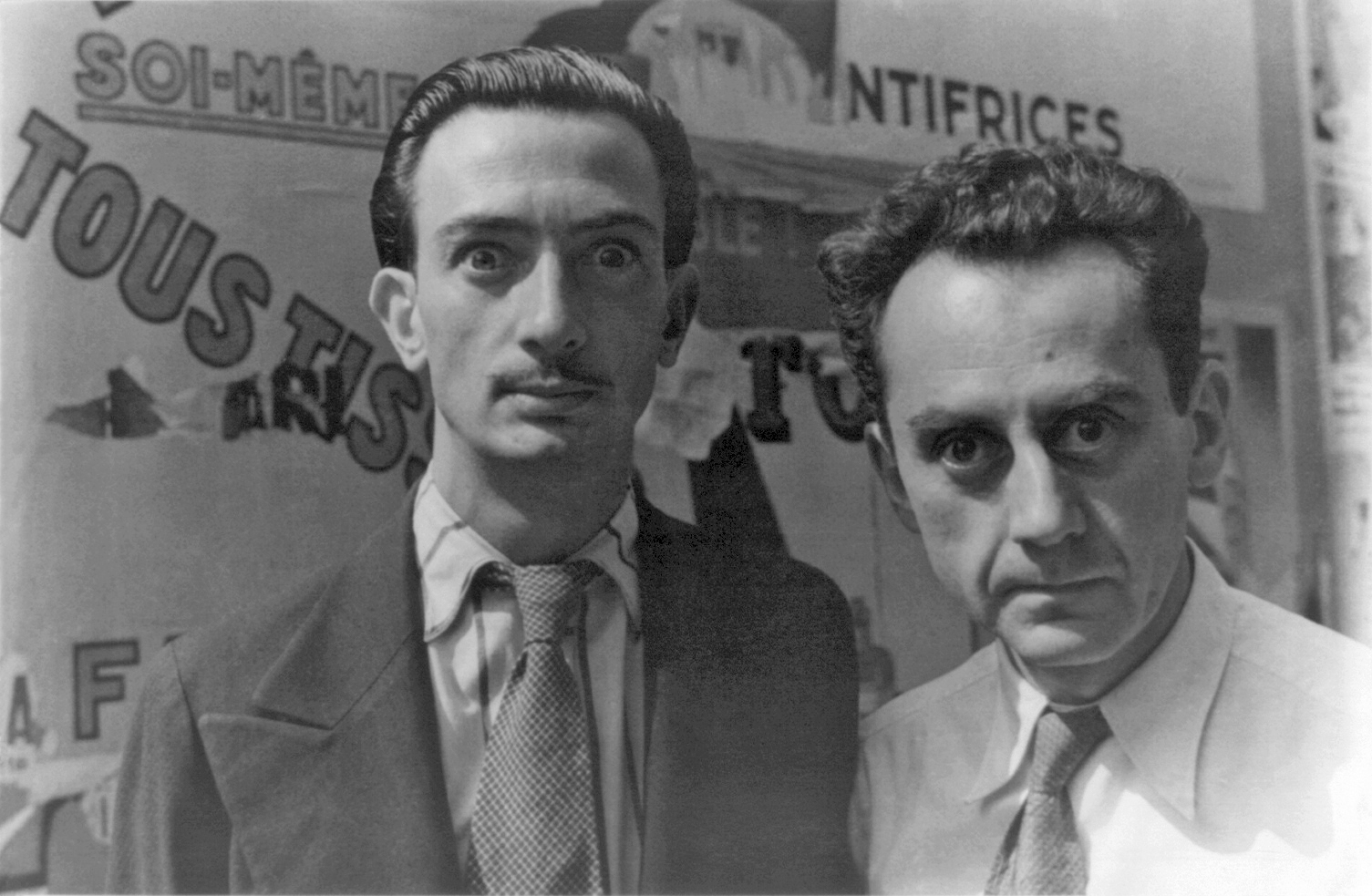
カール・ヴァン・ヴェクテンによるダリ（左）とマン・レイの肖像写真（1934年、アメリカ議会図書館蔵）

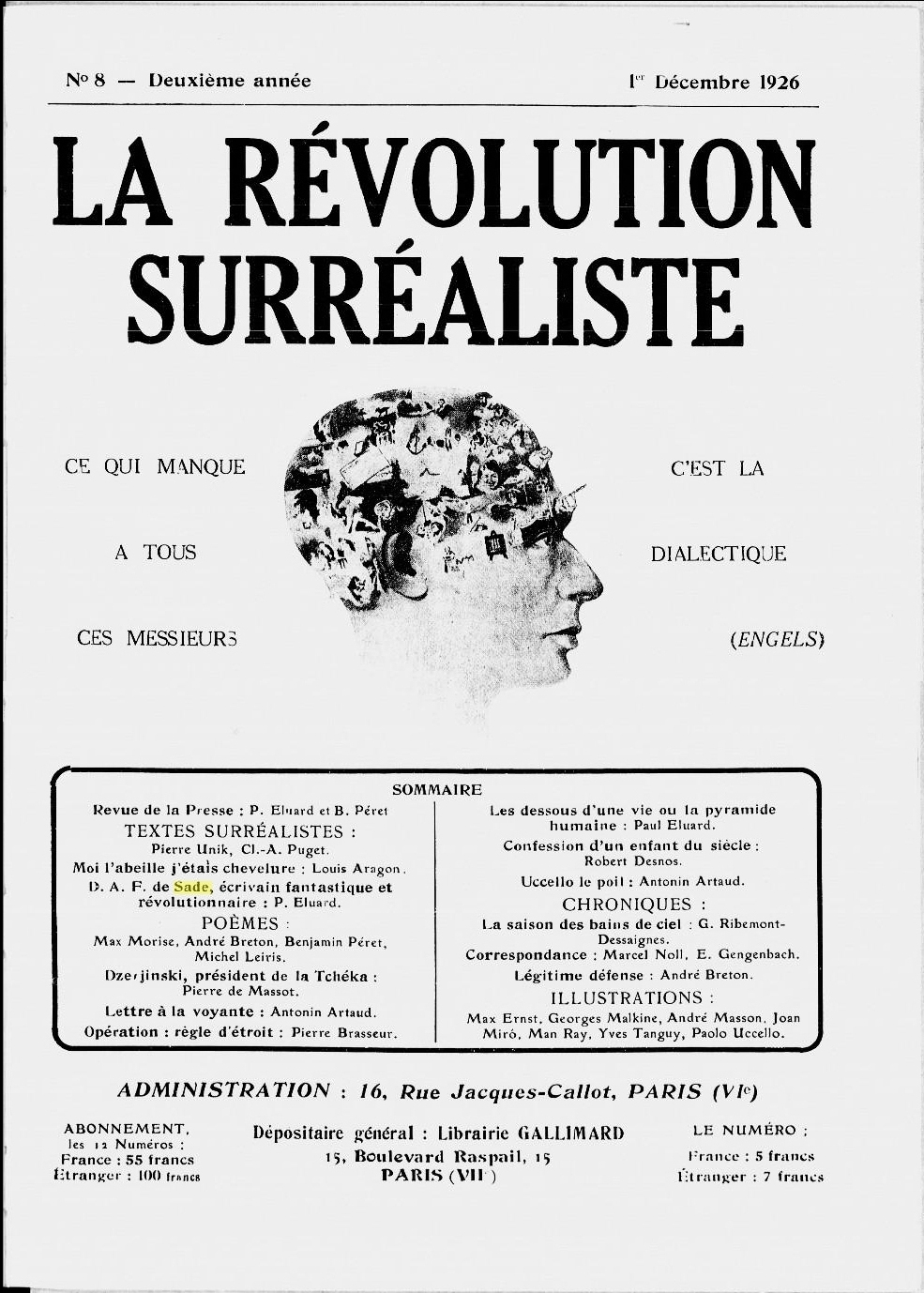
『シュルレアリスム革命』誌第8号の表紙（1926年12月）- フォト・モンタージュまたは「寄せ絵」による作品

1924年10月にパリ7区のグルネル通りに「シュルレアリスム研究所」が設立され、ブルトンの『シュルレアリスム宣言』が刊行された。彼は本書で初めて「シュルレアリスム」に明確な定義を与えた（上述）。シュルレアリスムの思想的基盤はフロイトとマルクスにあった。フロイト『夢判断』が発表されたのは1900年のことであり、医学生であったブルトンは、フロイトの精神分析における夢の世界と現実の世界、睡眠状態と覚醒状態の関係に関心を抱き、無意識の探求に人間の全体性の回復、人間解放の可能性を見いだした。同年12月にブルトン、アラゴン、ペレ、ピエール・ナヴィルによって機関誌『シュルレアリスム革命』が創刊された。本誌では、催眠実験、自動記述、夢の記述などによる無意識の表現、「優美な屍骸」、コラージュ、フロッタージュ、デカルコマニー、デペイズマンの技法など、シュルレアリスムの主なテーマがすべて取り上げられた。参加した文学者はブルトン、アラゴン、エリュアール、スーポー、ペレのほか、アントナン・アルトー、レーモン・クノー、ルネ・クルヴェル、ルネ・シャール、ロベール・デスノス、ミシェル・レリス、芸術家はルイス・ブニュエル、ジャン・アルプ、マックス・エルンスト、ジョルジョ・デ・キリコ、パウル・クレー、オスカー・ココシュカ、サルバドール・ダリ、イヴ・タンギー、パブロ・ピカソ、フランシス・ピカビア、ジョルジュ・ブラック、ルネ・マグリット、アンドレ・マッソン、ジョアン・ミロ、マン・レイ、ピエール・ロワらであった。
『シュルレアリスム革命』誌は、ブルトンの「シュルレアリスム第二宣言」が掲載された1929年12月15日付の第12号をもって終刊となった。この時点までに、運動内部での方針の不一致や対立によって脱会する者、あるいはブルトンに除名された者が少なくなかった。スーポー、デスノス、レリス、アルトーらであり、彼らは、アラゴン、エリュアール、ブルトン、ペレらが1927年にフランス共産党に入党したのに対して、政党に関わることは拒否した。こうして、共産主義への傾倒を深めたシュルレアリストは、『シュルレアリスム革命』誌終刊翌年の1930年に後続誌『革命に奉仕するシュルレアリスム』誌を創刊した。だが、この雑誌は1933年にわずか6号で終刊となった。内部対立が激化したからであり、その一因は、アラゴンが社会主義リアリズムに転向したことであった。運動自体は左傾化したものの、シュルレアリスムが文学・芸術革命に留まるか、社会革命に発展させるか、ファシズムが台頭した第二次世界大戦前夜にあって状況は一層複雑であった。
また、『革命に奉仕するシュルレアリスム』誌の後続誌で、シュルレアリスムの美術雑誌としても重要なのは『ミノトール』であった。アルベール・スキラを発行人、テリアードを美術主幹として1933年6月に創刊された同誌は、1937年の第10号からブルトン、エリュアール、デュシャンらが編集委員として参加し、事実上、シュルレアリスムの雑誌となり、オーストリアの画家ヴォルフガング・パーレン、ドイツの人形作家・写真家ハンス・ベルメール、ベルギーの画家ポール・デルヴォー、チリの画家ロベルト・マッタ、スイスの彫刻家アルベルト・ジャコメッティらの作品が掲載された。
第二次大戦が勃発し、ナチス・ドイツがフランスを占領すると、多くのシュルレアリストが米国に亡命した。これは、フランスのユダヤ人、反ナチ運動家らを米国に疎開させるために結成された緊急救助委員会 (ERC) によって派遣されたヴァリアン・フライの尽力によるものであり、エルンストやデュシャンのように、美術品蒐集家・資産家のペギー・グッゲンハイムから個人的な支援を受けて渡米したシュルレアリストもいた。彼らは戦時中にニューヨークを拠点として活動することになり、米国の画家らもシュルレアリスムの運動に参加した。アメリカで広がりを見せたシュルレアリスムは、抽象表現主義の誕生において重要な役割を果たすことになった。
1946年に亡命先の米国から帰国したブルトンは、1947年7月7日から9月30日までパリのマーグ画廊で第6回国際シュルレアリスム展を開催した。この展覧会には、デュシャン、エルンスト、タンギー、ミロ、アルプ、ピエール・ロワ、パウル・クレー、ヴィクトル・ブローネル、ヴォルフガング・パーレン、ハンス・ベルメール、ロベルト・マッタら戦前からのシュルレアリストのほか、ヴィフレド・ラム、アーシル・ゴーキー、マルセル・ジャン、フレデリック・キースラー、ケイ・セージ、ドロテア・タニング、トワイヤンらの作品が多数展示され、シュルレアリスムの大規模な回顧展となった。
1966年にブルトンが死去した。これにより、シュルレアリスムの詩人ジャン・シュステルが、1969年に『ル・モンド』紙に「第四のうた」と題する記事を掲載して運動の終結を宣言した。この宣言は、日本でも「第四のうた - 宣言の形で」として1970年12月の『美術手帖』第336号に邦訳が掲載された。だが、シュステルのこの宣言に反対するシュルレアリスムの詩人ヴァンサン・ブーヌール、美術評論家・造形作家のジャン＝ルイ・ベドゥアンらは活動を継続した。以後も個々の制作活動とは別に機関誌の刊行などを続け、他のシュルレアリストに受け継がれている。一方、他国に広がったシュルレアリスムはシュステルの宣言の影響を受けることなく、独自の活動を展開した。
2024年は、ブルトンが『シュルレアリスム宣言』を発表した1924年から100年目の節目の年になる。

## 各国のシュルレアリスム

### スペイン
1920年代にはフランス国外でもブルトンらの影響のもとに、あるいは独自に前衛文学・芸術運動が起こった。1927年にスペインの詩人フェデリコ・ガルシーア・ロルカ、ラファエル・アルベルティ、ビセンテ・アレイクサンドレ、ルイス・セルヌーダらによって結成された27年世代や、隠喩や諧謔を用いた新しい表現形式「グレゲリーア」を生み出したラモン・ゴメス・デ・ラ・セルナは、しばしばシュルレアリスムの影響が指摘されるが、直接運動に関わったわけではない。スペインからは、彼らと親交の深かった画家のサルバドール・ダリ、映画監督のルイス・ブニュエルが1920年代末頃にシュルレアリスムの運動に参加し、さらに画家のオスカル・ドミンゲスは1930年代に入ってから参加した。フロイトがダリに出会ったのは1938年のことであった。この出会いは、シュルレアリスムに対するフロイトの認識を変えるほどのものであり、彼はシュテファン・ツヴァイクへの手紙に「私はシュルレアリストに守護聖人と仰がれていたが、それまでは彼らのことをまったくの狂人だと思っていた（アルコール含有量で言うなら狂気95%程度）。このスペイン人の若者の純真で熱狂的なまなざし、そして疑う余地のない卓越した技術力が私の認識を変えた」と書いている。

### スペイン - メキシコ - オーストリア
一方、1936年にスペイン内戦下のバルセロナでバンジャマン・ペレに出会って渡仏し、シュルレアリスムの運動に参加した画家レメディオス・ヴァロは、第二次大戦中にペレとともにメキシコに亡命し、同地で知り合ったイングランド生まれの画家・小説家のレオノーラ・キャリントンとともに神秘思想や先住民の神話・伝説の影響の強い画風によって1940年代以降のメキシコのシュルレアリスムを牽引した。一方、メキシコ文学におけるシュルレアリスムを代表するのはノーベル文学賞を受賞した詩人オクタビオ・パスである。また、大戦中にメキシコに亡命し、同地を拠点として活動した画家に、オーストリア出身のヴォルフガング・パーレンがいる。独自のシュルレアリスム技法「フュマージュ」を生み出したパーレンは1930年代後半にパリでブルトンらと活動を共にし、37年から38年にかけて国際シュルレアリスム展などに代表作を発表し、シュルレアリスムの美術雑誌『ミノトール』にも作品を発表した。
このほか、大戦中のシュルレアリストの亡命により、アルゼンチン、チリ、ブラジルなど南米各国にシュルレアリスムの運動が広がった。

### イングランド - メキシコ
キャリントンがシュルレアリスム運動に参加するきっかけとなったのは、1936年にロンドンのニューバーリントン・ギャラリーで開催された国際シュルレアリスム展で、エルンスト、ダリ、デ・キリコ、マグリットらの作品に出会ったこと、特に同展覧会の英国側の主催者の一人ハーバート・リードが編纂した『シュルレアリスム』に掲載されたエルンストの作品《ナイチンゲールに脅かされる二人の子供》に衝撃を受けたことであった。彼女は翌1937年に渡仏して、エルンストのもとに身を寄せた。国際シュルレアリスム展に出展するほか、文学作品は1940年にブルトンが編纂したシュルレアリスムの傑作集『黒いユーモア選集』に掲載された。
なお、国際シュルレアリスム展は、1936年のロンドン、大規模な回顧展となった1947年のパリのほか、1938年にパリおよびアムステルダム、1940年にメキシコで開催された。

### ベルギー
ベルギーのフランス語圏では、1924年、『シュルレアリスム革命』誌創刊とほぼ同時に、「ベルギーのブルトン」とも言われる詩人ポール・ヌージェが、詩人マルセル・ルコント、作家カミーユ・ゲーマンスとともにシュルレアリスムの機関誌『コレスポンダンス』を創刊した。これに先立って、別の機関誌の創刊を企てていた画家のルネ・マグリットと作家・画家のE・L・T・メザンス、および詩人ポール・コリネやルイ・スキュトネール、作曲家アンドレ・スーリー、作家・写真家マルセル・マリエンらがヌージュらと合流し、ベルギー・シュルレアリスムを牽引した。画家のポール・デルヴォーもこの運動に一時期参加するが、直接フランスのシュルレアリスム運動に参加したマグリットと違って、ベルギーで活動を続けながら、シュルレアリスム展に出展していた。
一方、共産主義との関わりにおいては、1932年にブルトンに出会ってシュルレアリスムに「啓示」を見いだした詩人アシール・シャヴェが1934年にラ・ルヴィエールでシュルレアリストのグループ「リュプチュール（分裂）」を結成した。これは詩作と社会改革による人間の解放を目指す運動であった。

### チェコスロバキア

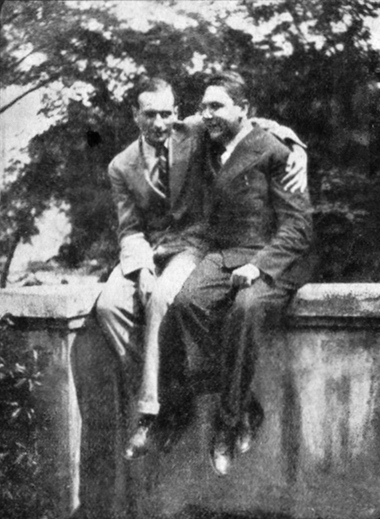
スーポー（左）とネズヴァル（プラハにて、1927年）

チェコスロバキアでは、1924年、フランスの『シュルレアリスム革命』誌、ベルギーの『コレスポンダンス』誌の創刊と機を一にして、芸術家連盟デヴィエトシルに参加していた美術評論家・コラージュ作家のカレル・タイゲとヴィーチェスラフ・ネズヴァルが中心となって前衛芸術運動「ポエティスム」が起こった。1927年には、フィリップ・スーポーがプラハでロートレアモンに関する講演を行い、これに深い感銘を受けたタイゲがスーポーの協力を得て、ロートレアモンの『マルドロールの歌』のチェコ語訳を出版することになった。スーポーはすでに前年、フランス共産党への入党をめぐってブルトンらと対立し、「文学的すぎる」という理由で除名されていたが、無名のまま没した詩人ロートレアモンの『マルドロールの歌』を最初に発掘し、ブルトン、アラゴンに紹介したのはスーポーであり、こうして、ポエティスムの運動はシュルレアリスムの運動と連動することになった。

### ルーマニア
ルーマニアで詩人イラリエ・ヴォロンカとともにダダイスムの雑誌『75 H.P』を創刊した画家ヴィクトル・ブローネルは、同国の前衛詩人らが結成したドイツ表現主義、ロシア構成主義、ダダイスム、シュルレアリスムなどの前衛芸術運動に参加し、この運動の機関誌『ウヌ (Unu)』（1928年創刊、1935年終刊）に作品を掲載していた。すでに1903年に渡仏し、フランスで美術教育を受けた同郷人のコンスタンティン・ブランクーシと出会ったのは1930年に渡仏したときのことであり、このときイヴ・タンギーを介してデ・キリコとブルトンに出会った彼は、1931年にシュルレアリスムに参加した。第二次大戦中もユダヤ人であるにもかかわらず亡命が叶わず、ニューヨークでの活動には参加せず、やがてブルトンを中心とする運動からは離れるが、生涯にわたってシュルレアリストであった。

### ユーゴスラビア
ユーゴスラビアでは詩人・画家のマルコ・リスティッチが早くも1925年に『シュルレアリスム革命』誌に詩を寄稿した。1926年から27年にかけてパリに滞在してブルトンらシュルレアリストと親交を深め、コラージュ作品を発表し、帰国後にシュルレアリスム運動を開始し、複数の機関誌を創刊。ユーゴスラビアを代表するシュルレアリストとして文学・芸術作品を発表し続けた。

### 日本
日本におけるシュルレアリスムの紹介は、1927年に瀧口修造が刊行したシュルレアリスム詩のアンソロジーが最初とされる。また、ブルトン、エリュアールらと交友のあった山中散生が1933年に巴里東京新興美術展を開催し、1937年に瀧口修造との共同企画、『みづゑ』の後援による海外超現実主義作品展を開催した。これは、エルンスト、タンギー、ミロ、ピカソ、ハンス・ベルメール、マン・レイ、マグリット、デ・キリコ、インドリヒ・スティルスキー、ヘンリー・ムーア、ポール・ナッシュなど各国のシュルレアリストの作品377点を集めた大規模な展覧会であり、日本のシュルレアリスム運動における重要な契機となった（「日本におけるシュルレアリスム」参照）。

### ドイツ
なお、とりわけドイツではファシズムの台頭に伴って多くの作家がフランスに亡命した。ドイツから亡命したシュルレアリスムの画家のうち、エルンストとハンス・ベルメールの作品は1937年にドイツ各地を巡回した退廃芸術展に出品されたうえに、ゲシュタポにより一時レ・ミル収容所に拘留された。

## 概念・技法
シュルレアリスムの主な概念を知る上で重要なのは、1938年にパリで国際シュルレアリスム展が開催された際にブルトンとエリュアールの共編によって刊行された『シュルレアリスム簡約辞典』である。

### オートマティスム
シュルレアリスムの基本概念はオートマティスムであり、オートマティスムは本来、生理学・精神医学用語であったが、ブルトンは「理性による監視をすべて排除し、美的・道徳的なすべての先入見から離れた、思考の書き取り」という心的オートマティスムとして再定義した。これは言語の自動記述だけでなく、絵画表現においても同様であり、たとえば、アンドレ・マッソンは人為的なトランス状態で「自動デッサン」を制作し（1924年から25年にかけて『シュルレアリスム革命』誌に発表）、イヴ・タンギーは、制作時に完全に自由になって思いがけない表現が生まれるように、事前に下絵を描くことはなかった。また、偶然性を狙ったコラージュ、フロッタージュ、デカルコマニーなどの技法も意識の介入を排除して、無意識を表出させようという試みである。実際、言語の自動記述が直接的であるのに対して、絵画の場合は描く行為・イメージ化において意識が介在するため、ピエール・ナヴィルは「絵画のオートマティスムは不可能である」と語っていた。
最初の自動記述の試みは、シュルレアリスムの運動が本格的に始まる前の1919年にブルトンとスーポーによって行われた。フロイトの自由連想法の影響を受けた自動記述は、理性に制御されない純粋な思考を表現するために、できるだけ無意識に近い状態で浮かんでくる言葉を書き付けて行った。次第にその速度を上げることで、主語（主体性）が排除され、内容も前後の脈絡のない抽象的な言葉やイメージの連続になる。スーポーとブルトンはこの実験を毎日8時間から10時間にわたって行った。この結果は同年10月から12月の『リテラチュール』誌（第8号から第10号）に「磁場」として発表され、翌1920年にシュルレアリスムの出版社オ・サン・パレイユから刊行された。自動記述の著書としては、1930年にエリュアールとブルトンによって発表された『無原罪の御宿り』も重要である。ここには自動記述の試みとして、神経衰弱疑似症の実験、強烈な偏執狂の疑似症の実験、全身麻酔疑似症の実験、表現錯乱疑似症の実験、早発性痴呆症疑似症の実験などについて記述され、表紙にはダリのエロティックな絵が掲載された。だが、一方で、こうした自動記述の試みは、多くの場合、催眠状態で行われたため、危険を伴うものであった。1922年9月に行われた催眠実験は、バンジャマン・ペレ、ルネ・クルヴェル、ロベール・デスノスが被験者になり、催眠状態に入った3人が他の参加者の質問に答えるという霊媒実験（心霊実験）を模した試みであった。この様子についてブルトンが「霊媒の登場」と題する一種の報告書を書き、『リテラチュール』誌第2シリーズ第6号（1922年11月）に掲載した。だが、催眠実験（睡眠実験）がエスカレートすると、被験者が自分自身や参加者に危害を加える恐れがでてきた。クルヴェルは自殺を企てようとし、デスノスは周囲の友人にナイフを持って襲いかかったという。こうした危険性は、離人症や幻覚に伴う死の危険とともに、ブルトン自らが1934年の『ミノトール』誌第3・4合併号掲載の「自動メッセージ」と題する記事で明らかにし、事実上、これ以後、自動記述の実験は行われなくなった。

### 不気味なもの
フロイトが1919年に著した小論「ウンハイムリッヒ」（不気味なもの）は、「驚愕をもたらすもの、不安をかき立てるもの、ぞっとするような恐ろしさを与えるもの」として、シュルレアリスムの重要な概念の一つである。フロイトはこの論文で、ドイツ・ロマン派の作家E・T・A・ホフマンの短編小説『砂男』を例に挙げて分析している。ハンス・ベルメールが手足を切断された不気味で魅力的な人形（球体関節人形）を作るきっかけとなったのも、ホフマンのこの作品に基づいてジャック・オッフェンバックが作曲したオペラ『ホフマン物語』に登場する自動人形オランピアに触発されてのことであった。マグリットの最初のシュルレアリスム作品とされるのは1926年制作の《迷える騎手》であるが、1926年から27年にかけて制作された作品《鳥を食べる少女》や《殺意の空》には「気持ちをかき乱すような」鳥のイメージ、特に血を流す鳥や死んだ鳥が多く描かれている。また、《鳥を食べる少女》の副題は「快楽」であり、同郷人の詩人ヌージェは、マグリットはこの作品でフロイトの快楽原則をさらに探求し、「快楽の残虐さ」を描いているという。
アルフレッド・ジャリがソポクレスの『オイディプス王』に着想を得て書いた演劇『ユビュ王』（1896年刊行）は、シュルレアリスムの先駆、不条理演劇の先駆とされる作品であり、ミロの一連の「ユビュ」作品、エルンストの《オイディプス王》（1922年）、《ユビュ皇帝》（1923年）など、人間の心の混沌とした未知の領域、グロテスクで不気味な形象としてシュルレアリストが繰り返し取り上げた題材である。写真家ドラ・マールのフォト・モンタージュ作品《ユビュ王の肖像》（1936年）では、アルマジロの胎児を撮ったネガフィルムを使い、象のような形象により不気味さが強調されている。ヴィクトル・ブローネルの水彩《K氏の奇妙な事例》（1934年）も「ユビュ王」に着想を得た作品で、当時、欧州で台頭しつつあった独裁者の不気味な形象としてブルトンに絶賛された（同じ年に油彩《ヒトラー》も発表している）。同じく1934年制作の油彩《K氏の集中力》ではさらに太った男性の裸体にセルロイド製の小さい人形をたくさん貼り付けて不気味さを強調している。
このほか、ピカソが描いた牛頭人身の怪物「ミノタウロス」、アンドレ・マッソンの同じく「ミノタウロス」や恍惚状態で神託を告げた「ピューティアー」、または迷宮のモチーフ、ミロが1935年から1936年にかけて制作した一連の絵画『変身』などの神話・伝説の形象・モチーフが無意識の表象として取り上げられている。
また、女性の眼球を剃刀で切るシーンで始まるブニュエルとダリの『アンダルシアの犬』（1928年）は、「不気味なもの」を最も強力に表現した映画として、後のヒッチコック監督の作品、特に『鳥』（1963年）などに影響を与えることになる。

### 客観的偶然

#### デペイズマン
シュルレアリストによって発掘されたロートレアモンの『マルドロールの歌』（1868年）の一節「解剖台上のミシンとこうもり傘の偶然の出会い（のように美しい）」は、デペイズマン（異なった環境で生じる違和感、不安感、驚異）の例として挙げられることが多く、シュルレアリスムではデ・キリコ、マグリット、エルンストの作品の特徴とされる。一方で、ロシア・フォルマリズムのシクロフスキーによって提唱された異化に近い概念でもあり、ブルトンはこれを「客観的偶然」の概念として提唱した。すなわち、偶然による2つのものの接近・出会いによって「現実の中に潜む超現実が露呈し、不可思議（驚異）が現出する」瞬間である。

#### コラージュ
エルンストが《近づく思春期……（昴）》（1921年）など多くの作品で用いたコラージュの技法もこのような発想に基づいている。キュビスムのコラージュ（パピエ・コレ）とシュルレアリスムのコラージュの違いは、パピエ・コレでは、あらかじめ意図された視覚的効果があり、そのために複数の要素の組み合わせるのに対して、エルンストのコラージュは、あらかじめ意図されたものではなく、既存の印刷物や写真を組み合わせることで、その偶然性によって生み出される驚きや詩的イメージが重要になることである。エルンストは絵画としてだけでなく、コラージュ作品と小説を組み合わせて「ロマン・コラージュ（コラージュ小説）」として発表した。こうしたエルンストのコラージュについてアラゴンは「挑戦する絵画」と題する評論を発表した。パピエ・コレ、コラージュの発想から後にモンタージュ、アサンブラージュの技法が生まれることになる。

#### フロッタージュ、グラッタージュ
「客観的偶然」の概念に基づいてエルンストが生み出した技法は、この他にもフロッタージュ（こすり出し）、グラッタージュ（削り出し）などがある。フロッタージュは、木目の浮いた床板から着想を得た技法で、板や石などの表面に直接紙を当てて、その凹凸を鉛筆などでこすり出す方法である。《全都市》（1934年）などがこの技法で描かれている。
フロッタージュの応用であるグラッタージュは、キャンバス上に数種類の絵具を層状に塗り重ね、これを凹凸のある物体の上に載せ、次にパレットナイフで絵具層を削って、地塗層に物体の模様を写し出す技法である。代表作に《森と鳩》（1927年）がある。

#### デカルコマニー
同様の発想によるデカルコマニー（転写）は、1936年の『ミノトール』誌に発表されたオスカル・ドミンゲスの作品が最初のものとされる。2つ折りにした紙に絵具を入れ、再び紙を開いて偶発的な模様を得る方法であり、これを絵画に応用すると、支持体（基底材）や絵具の性質によって異なった効果が生じる。

#### 優美な屍骸
「優美な屍骸」は絵画と文学の両方において行われた共同制作である。言葉による場合は、たとえば4人がそれぞれ任意に選んだ主語、述語、目的語、補語を組み合わせる。素描の場合は、紙を4つ折りにしてつなぎ目の印だけ付け、各自が先に描かれた絵を見ないで順番に（つなぎ目の印から）続きを描いていくという方法である。「優美な屍骸」という言葉は、5人がそれぞれ選んだ言葉を組み合わせてできた「優美な屍骸は新しい葡萄酒を飲む（Le cadavre / exquis / boira / le vin / nouveau）」によるものである。『シュルレアリスム革命』誌の第9・10合併号（1927年10月、テーマ「自動記述」）には、言葉による「優美な屍骸」作品のほか、素描作品も5点掲載され、これ以後、主にエルンスト、マッソン、ブルトン、タンギー、ブローネル、マックス・モリーズ、ジャック・エロルドらによって制作された。また、1948年にはポルトガルのシュルレアリスムの画家アントニオ・ドミンゲス、フェルナンド・アゼヴェド、アントニオ・ペドロ、モニーツ・ペレイラによって油彩による「優美な屍骸」の大作（150 x 180 cm）が発表された。
さらに造形においても、テーブルに女性の頭部、切断された手、ヴェール、多面体を配置したジャコメッティの《テーブル》、オオカミ（実際にはキツネ）の剥製の頭部と尾部をテーブルの前後に固定したブローネルの代表作《狼-テーブル》（1939年）など、客観的偶然、デペイズマン、あるいは「不気味なもの」を表わす作品が制作された。

### その他の技法
シュルレアリスムの技法としては、このほか、ヴォルフガング・パーレンが考案したフュマージュ、ダリ独自の「偏執狂的批判的方法」、また、シュルレアリスム独自の技法ではないがダリやマグリットの作品の特徴として挙げられるトロンプ・ルイユ（だまし絵）などがある。フュマージュは濡れたキャンバス（後に水彩絵具で描いたキャンバス）の表面をろうそくの煙で燻して黒い跡を付ける技法であり、幻影、亡霊、夢などを表現するオートマティスムの技法として、ダリも作品の一部に使用している。
ダリの偏執狂的批判的方法は、フロイトの精神分析やリヒャルト・フォン・クラフト＝エビングの『性的精神病質（Psychopathia sexualis）』に深い関心を抱いていたダリが、これらを独自に解釈して1930年代に絵画理論として提唱したものであり、オートマティスムとは対照的に、技巧的で緻密な表現である。
トロンプ・ルイユの作品を多数制作したのは16世紀イタリアの画家ジュゼッペ・アルチンボルドであり、その奇抜さ、独創性によって20世紀になってから、主にシュルレアリストによって発掘・再評価された画家である。
なお、絵画におけるオートマティスムは、後の抽象表現主義、アンフォルメルなどの絵画運動、さらにはアクション・ペインティングなどの表現様式を生むきかっけとなった。

## シュルレアリスムの先駆者
シュルレアリスムの先駆者、シュルレアリスムに影響を与えた作家・画家、またはシュルレアリストによって発掘・再評価された作家・画家は、主にドイツ・ロマン主義、幻想文学・幻想絵画、象徴主義、ゴシック美術やゴシック小説の作家または画家、および当時は異色とされたイタリア・ルネサンスの一部の画家である。文学については、『シュルレアリスム革命』誌、『ミノトール』誌などのシュルレアリスム運動の機関誌、およびブルトンが1940年に編纂した『黒いユーモア選集』で紹介された。画家についてもこれらの機関誌のほか、各作家が評論・随筆を発表している。たとえばスーポーの『ウィリアム・ブレイク』（1928年）、『パオロ・ウッチェロ』（1929年）、『ロートレアモン』（1946年）、エリュアールの『芸術論集』（全3巻、1952-54年）、ブルトンの『超現実主義と絵画』（1928年）などである。

### 作家
- フィリップ・ド・ボーマノワール（フランス語版）（1252～1254-1296）- フランスの法学者、ファトラジー（フランス語版）（13世紀フランスで流行した支離滅裂な詩）で知られる。
- マルキ・ド・サド（1740-1814）- フランス性愛文学の作家
- ジャン・パウル（1763-1825）- ドイツの小説家、反古典主義的長編小説
- E・T・A・ホフマン（1776-1822）- ドイツ幻想文学の作家、短編小説『砂男』
- ジェラール・ド・ネルヴァル（1808-1855）- フランス象徴派の詩人
- グザヴィエ・フォルヌレ（1809-1884）- フランスの詩人、小説家、劇作家
- シャルル・ボードレール（1821-1867）- フランス象徴派の詩人
- ステファヌ・マラルメ（1842-1898）- フランス象徴派の詩人
- シャルル・クロ（1842-1888）- フランスのユーモア詩人
- ロートレアモン（1846-1870）- フランスの詩人、『マルドロールの歌』
- アルチュール・ランボー（1854-1891）- フランスの詩人、『地獄の季節』、『イリュミナシオン』
- アルフレッド・ジャリ（1873-1907）フランスの小説家・劇作家、戯曲『ユビュ王』
- レーモン・ルーセル（1877-1933）- フランスの詩人・小説家
- ギヨーム・アポリネール（1880-1918）- フランスの詩人、詩集『アルコール』、演劇『ティレジアスの乳房』、性愛小説『若きドン・ジュアンの冒険』

### 画家
- パオロ・ウッチェロ（1397-1475）- イタリア初期ルネサンスの画家
- ヒエロニムス・ボス（ca.1450-1516）- ルネサンス期のネーデルラントの画家、幻想絵画
- ピエロ・ディ・コジモ（ca.1462-1521）- イタリア盛期ルネサンスの画家
- ハンス・バルドゥング（1484-1545）- ルネサンス期のドイツの画家・版画家
- ジュゼッペ・アルチンボルド（1526-1593）- マニエリスムを代表するイタリアの画家、モンタージュ（寄せ絵）、トロンプ＝ルイユ
- ピーテル・ブリューゲル（ca.1525-1569）- ブラバント公国（現オランダ）の画家
- フランシスコ・デ・ゴヤ（1746-1828）- スペインの画家（宮廷画家）、『黒い絵』
- ウィリアム・ブレイク（1757-1827）- イギリスの詩人・画家
- シャルル・メリヨン（1821-1868）- フランスの版画家
- ロドルフ・ブレスダン（1822-1885）フランスの版画家
- ギュスターヴ・モロー（1826-1898）- フランス象徴主義の画家
- アルノルト・ベックリン（1827-1901）- スイス象徴主義の画家
- オディロン・ルドン（1840-1916）- フランスの画家、幻想絵画
- アンリ・ルソー（1844-1910）- フランスの素朴派の画家
- マックス・クリンガー（1857-1920）- ドイツの画家、版画家、彫刻家

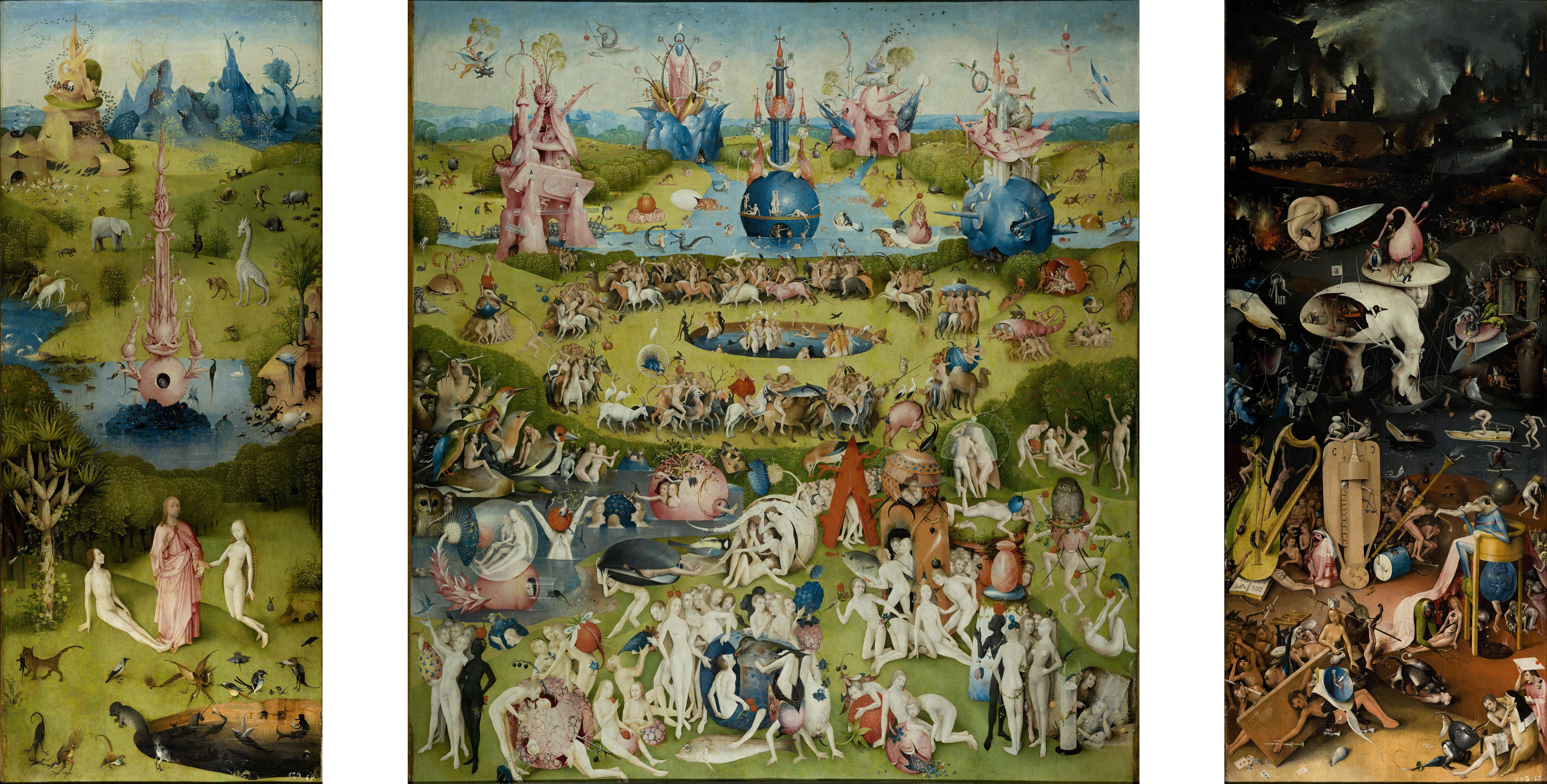
ヒエロニムス・ボス《快楽の園》1490-1510年、プラド美術館蔵
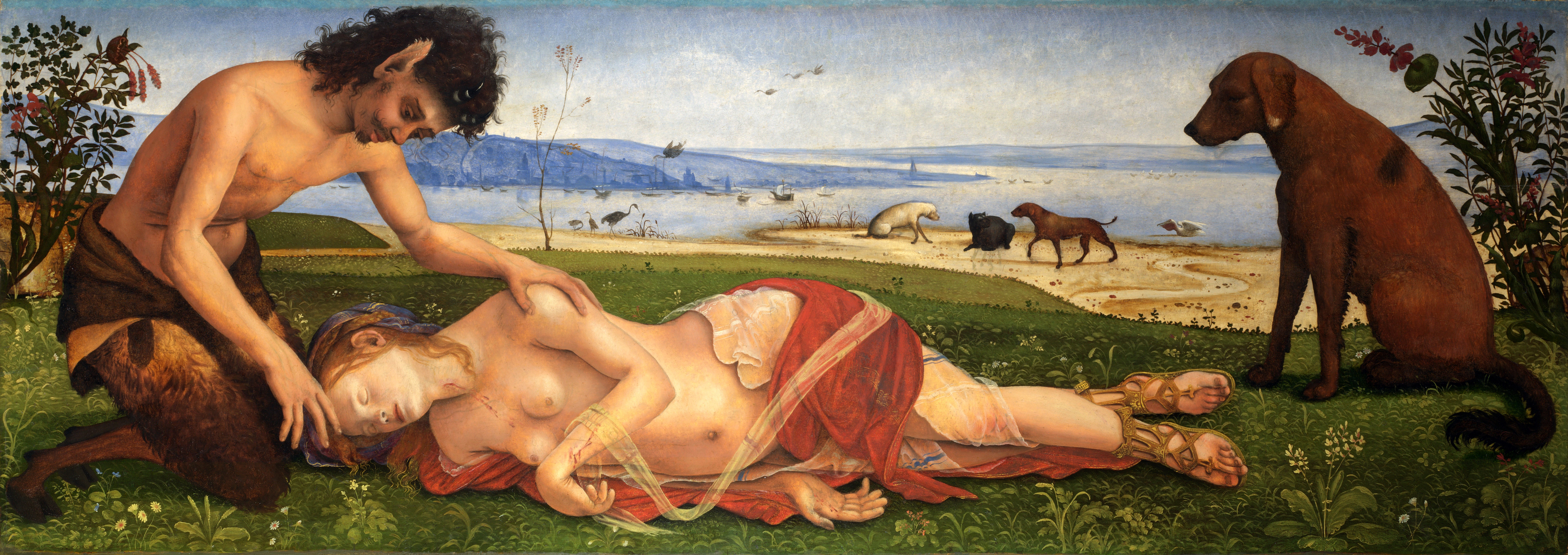
ピエロ・ディ・コジモ《プロクリスの死》1495年頃、ナショナル・ギャラリー蔵
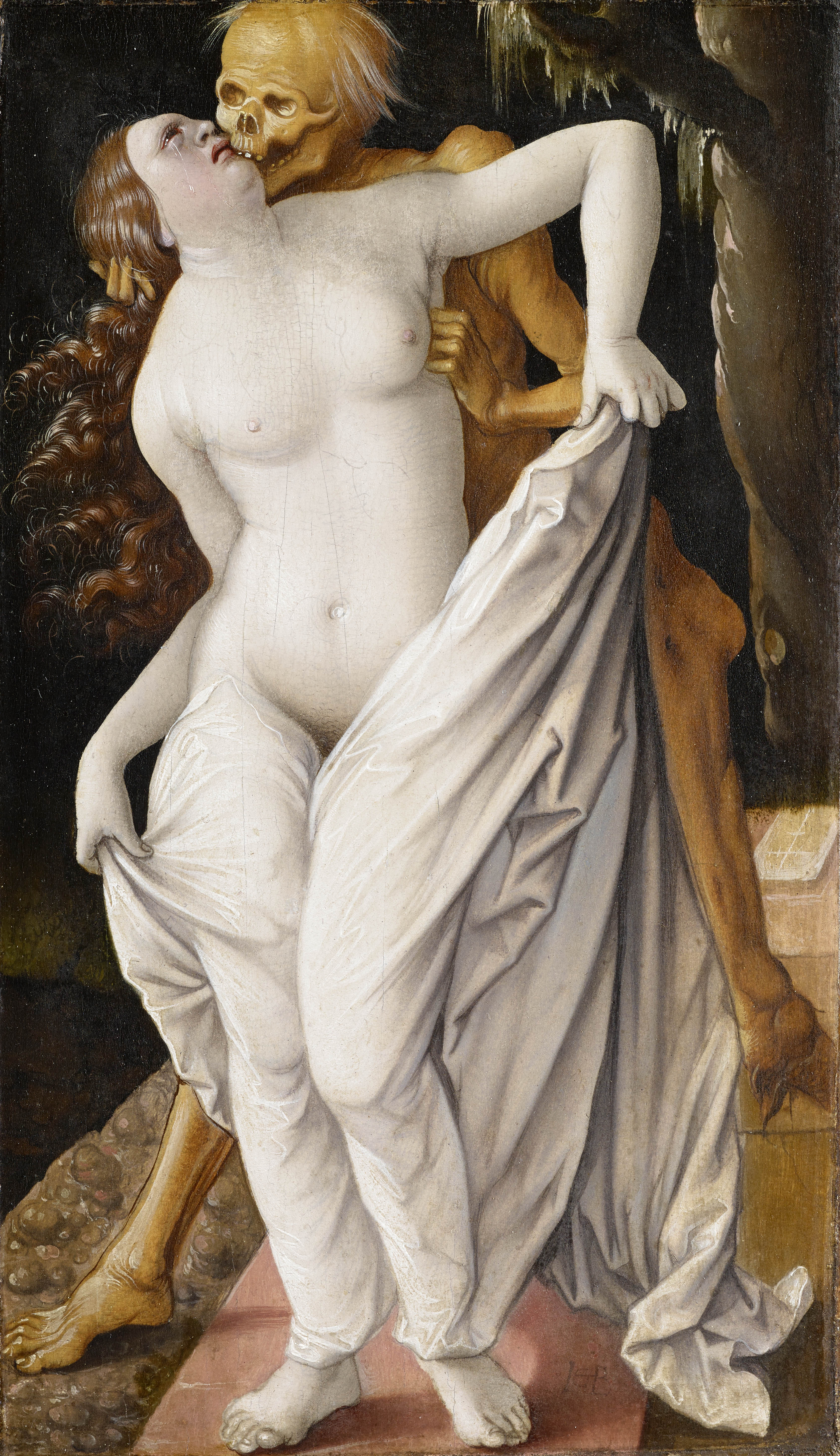
ハンス・バルドゥング《死と乙女》1518-20年、バーゼル市立美術館蔵
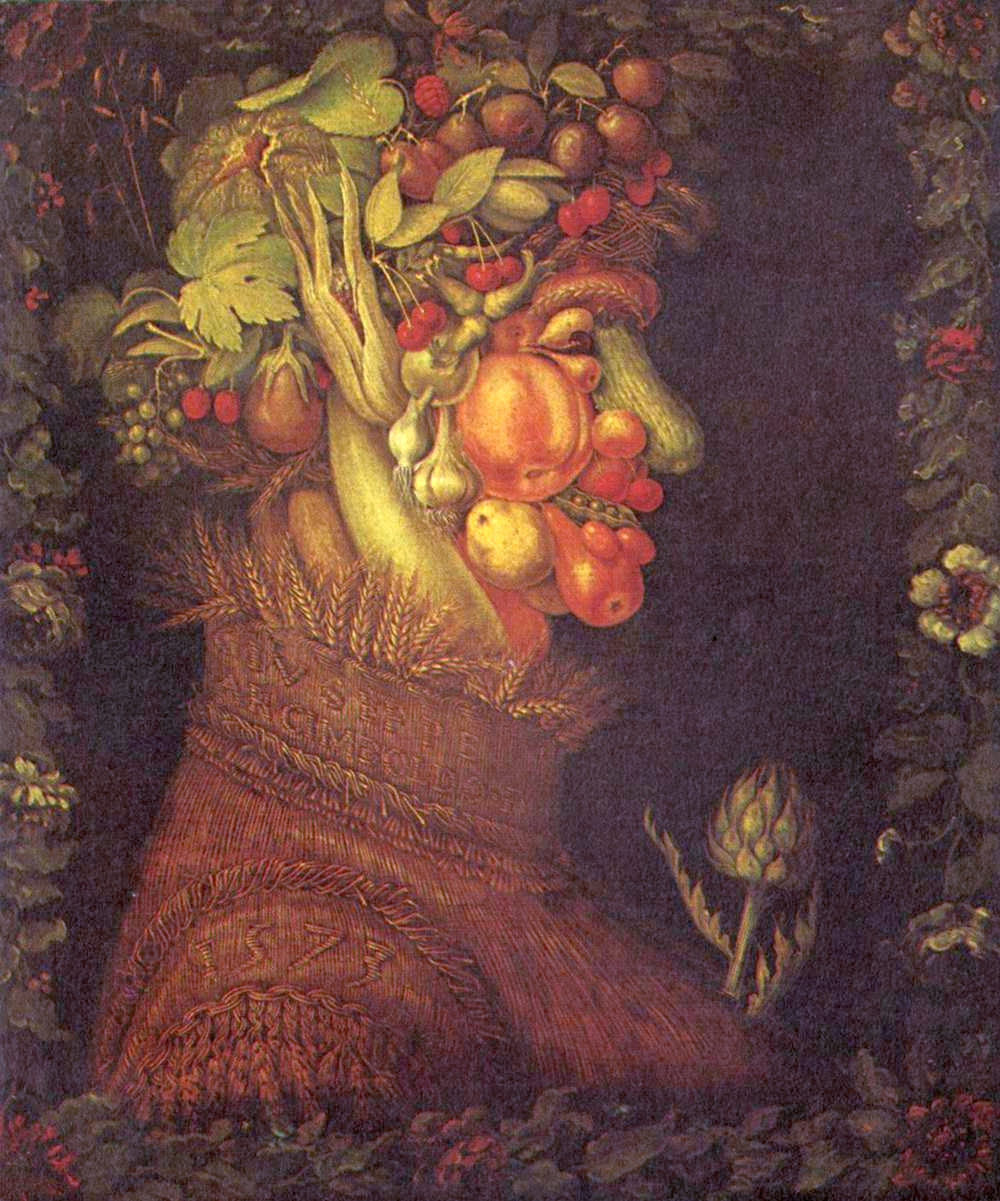
ジュゼッペ・アルチンボルド《夏》1573年、ルーヴル美術館蔵
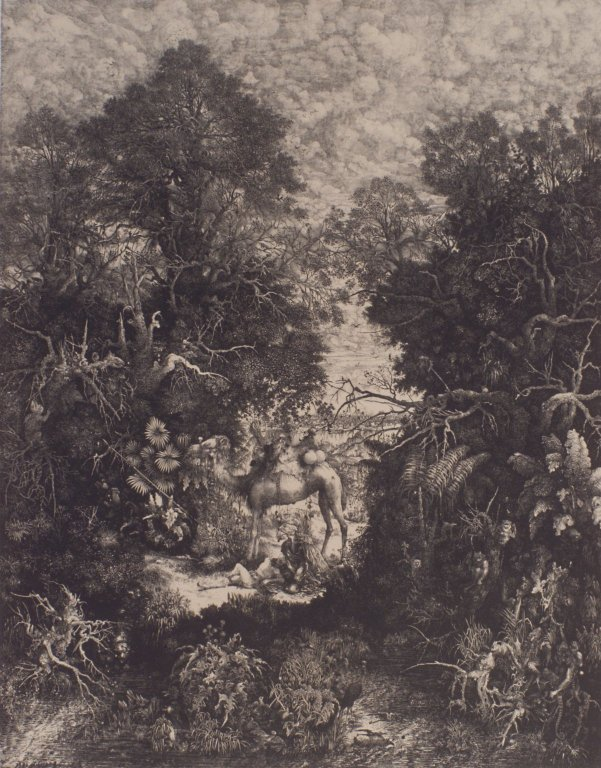
ロドルフ・ブレスダン《善きサマリア人》1861年頃、ブルックリン美術館蔵
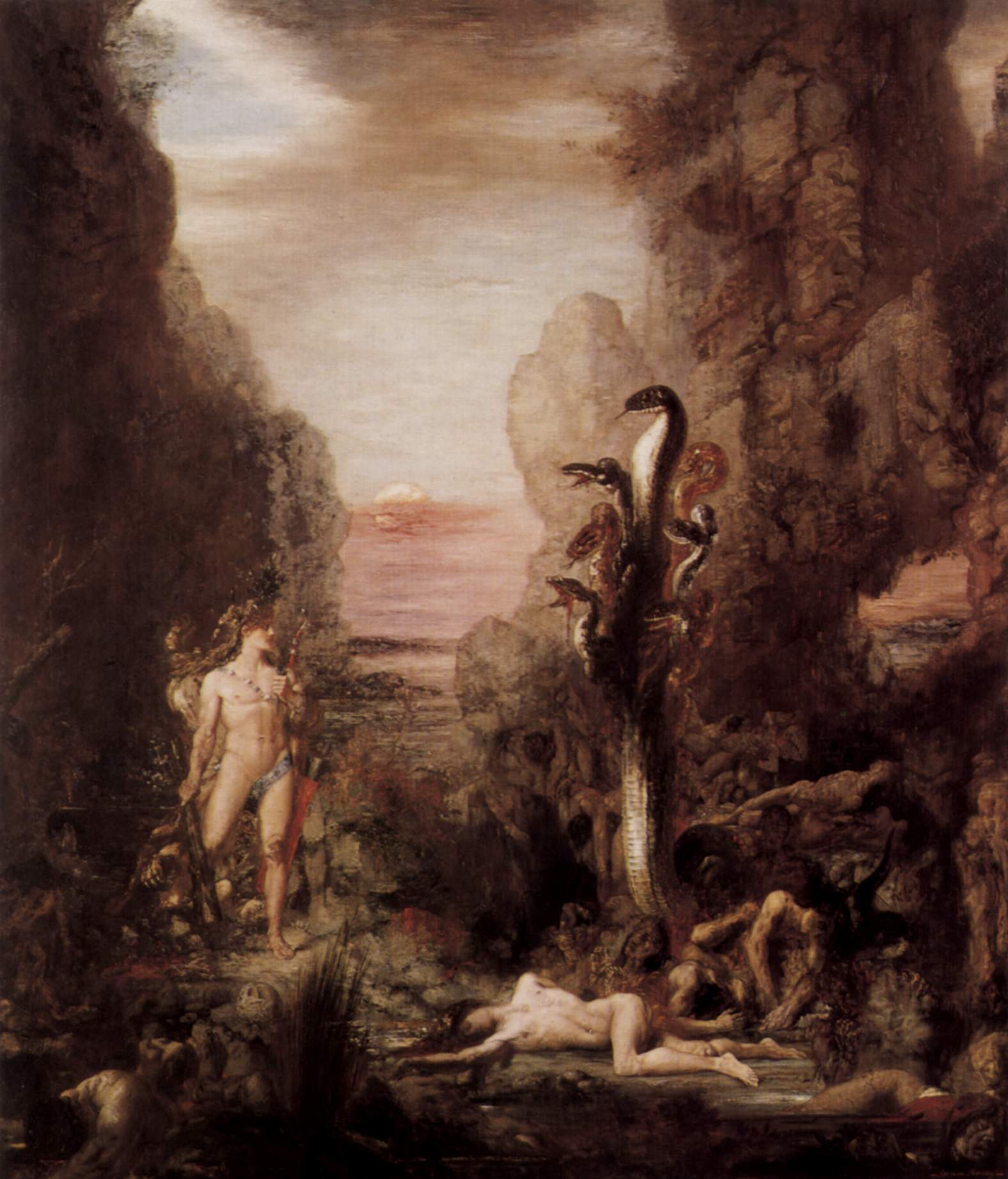
ギュスターヴ・モロー《ヘラクレスとレルネのヒュドラ》1876年、シカゴ美術館蔵
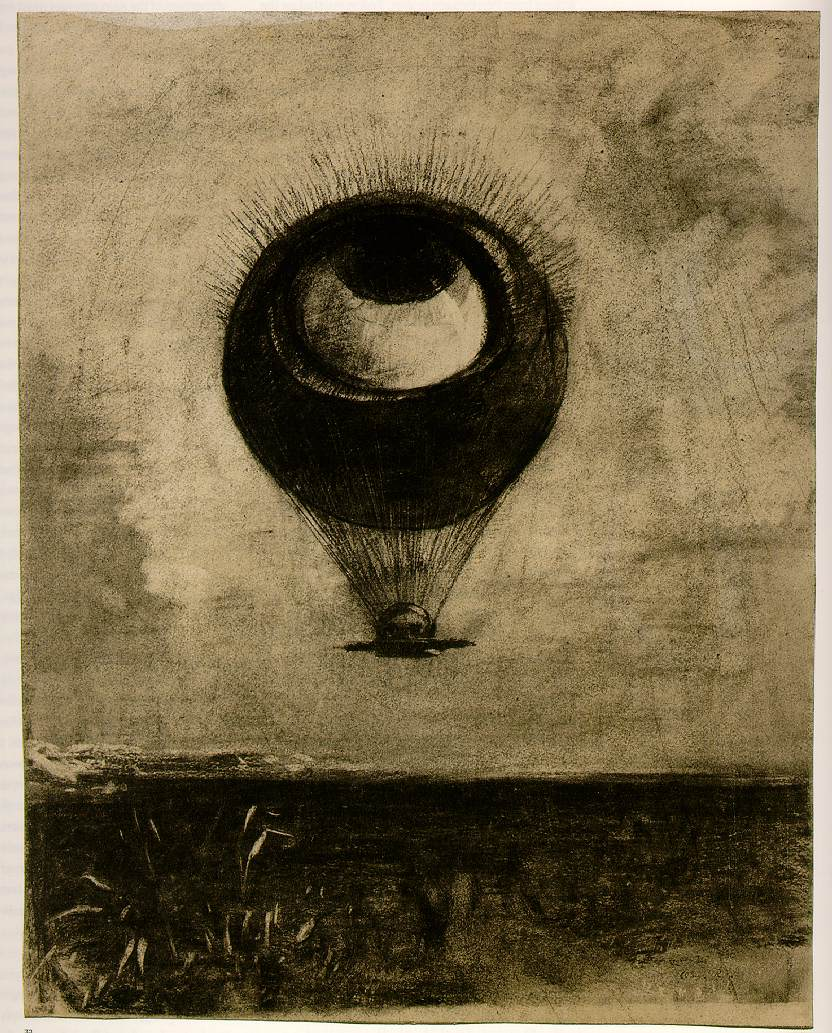
オディロン・ルドン《眼＝気球》1878年、ニューヨーク近代美術館蔵
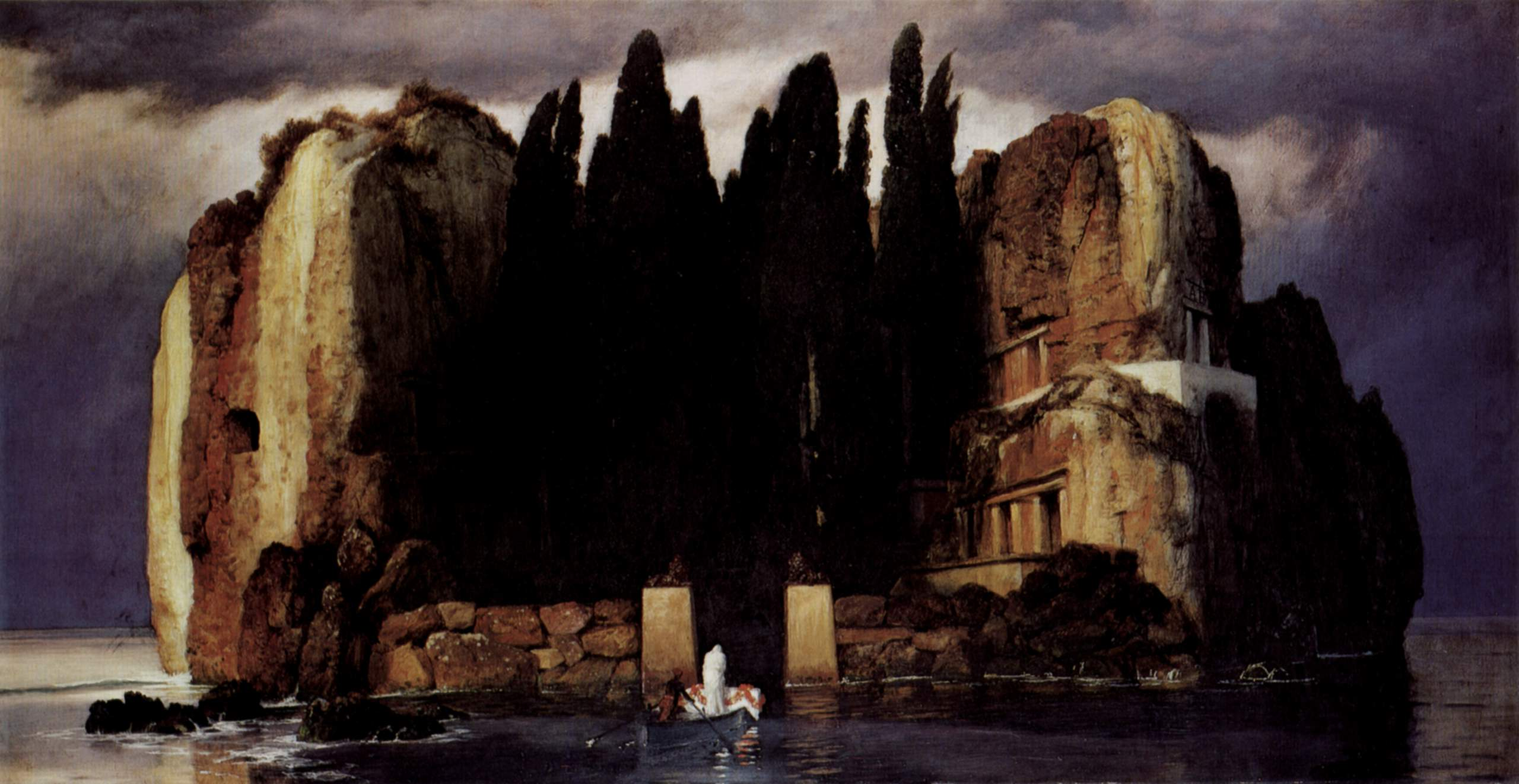
アルノルト・ベックリン《死の島》1880年、バーゼル市立美術館蔵
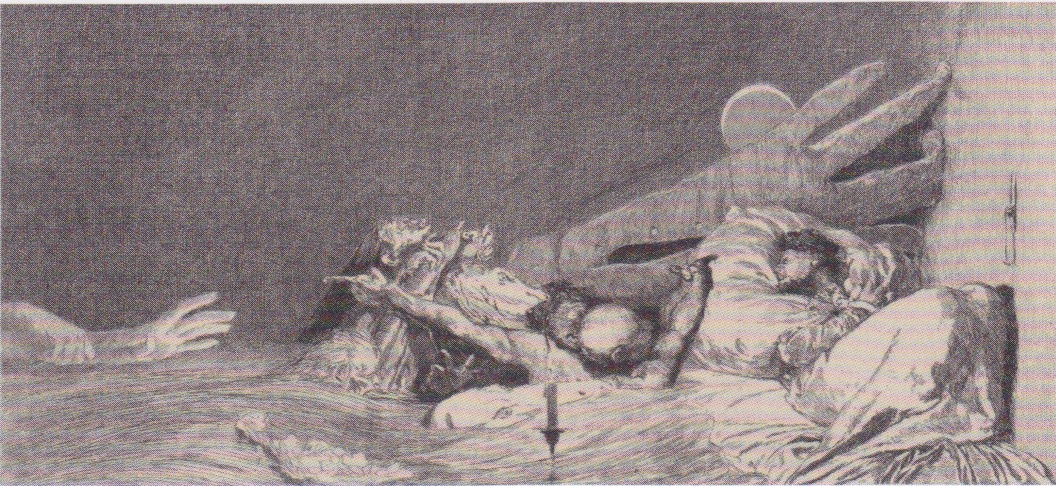
マックス・クリンガー《手袋 : 不安》1893年、アルベルティーナ蔵
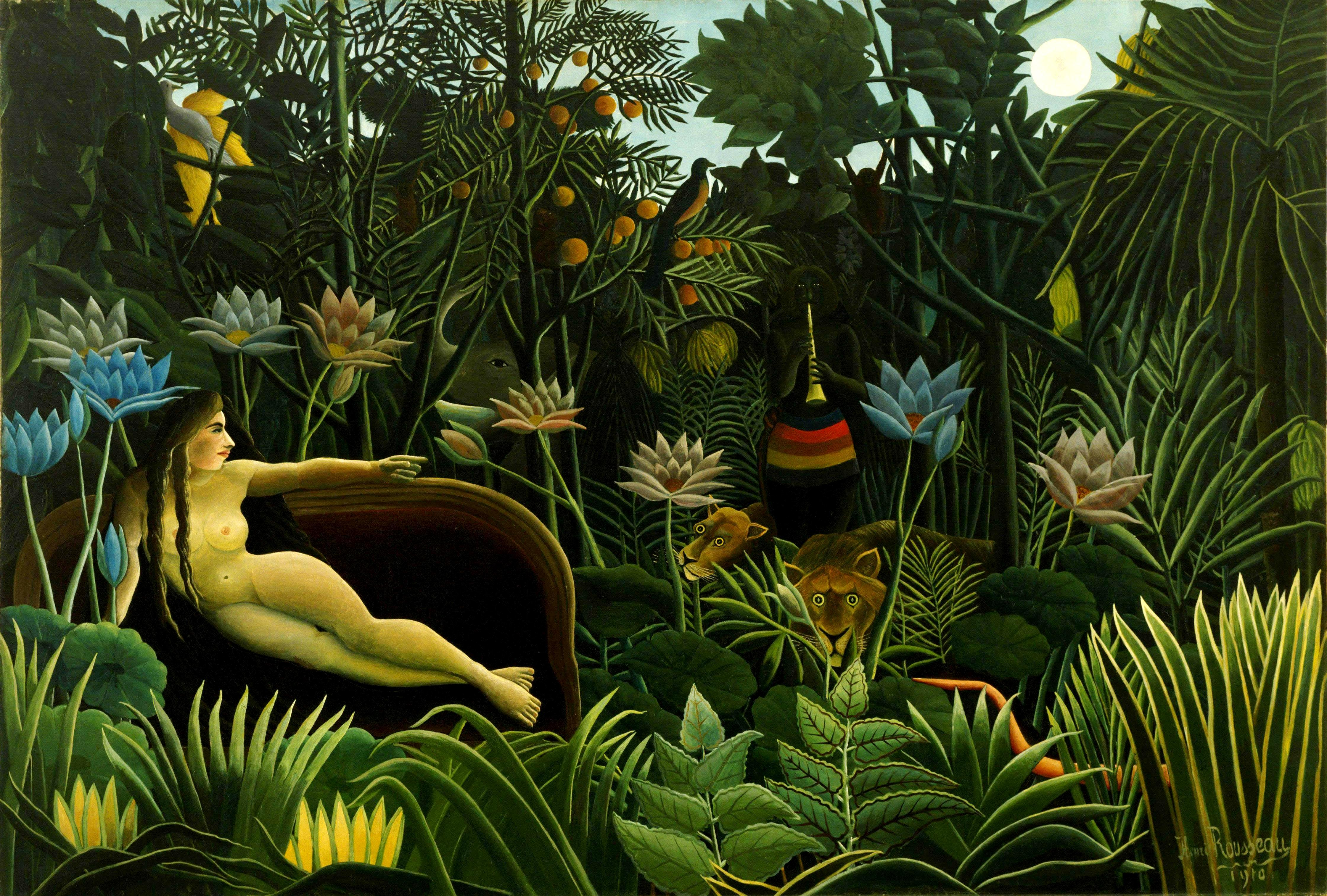
アンリ・ルソー《夢》1910年、ニューヨーク近代美術館蔵

## 日本におけるシュルレアリスム

### 概要
日本におけるシュルレアリスムは1920年代後半にまずは詩において開花し、1930年代に美術へと波及した。

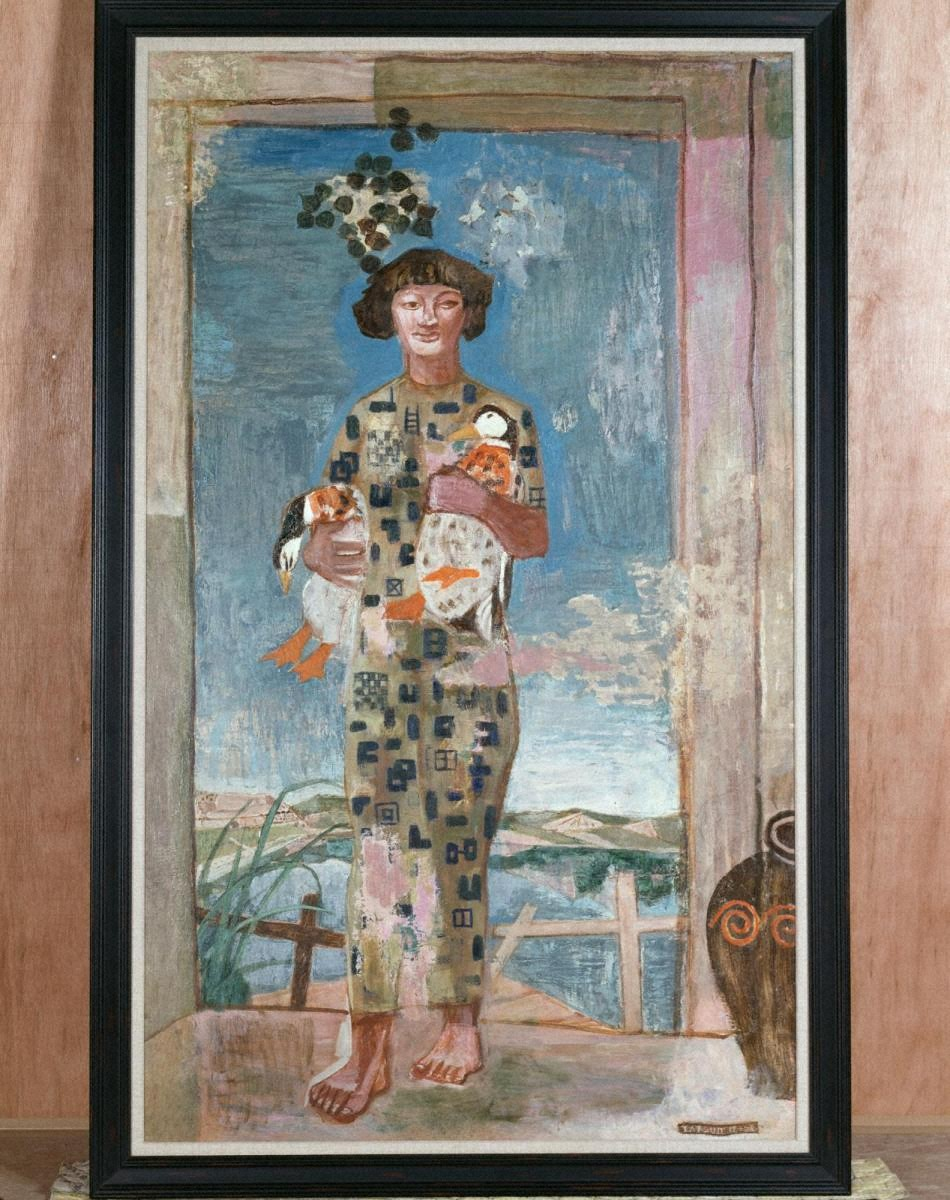
尾澤辰夫筆『鴨』1938年。

詩人では、冨士原清一、西脇順三郎、瀧口修造、北園克衛、友部正人、友川かずき、棚夏針手など。小説家では安部公房が優れた作品を残している。
画家には、古賀春江、福沢一郎、阿部金剛、北脇昇、三岸好太郎、米倉壽仁、岡本唐貴、靉光、寺田政明、鎌田正蔵、杉全直、大塚耕二、矢崎博信、浅原清隆、小山田二郎、西村元三朗、山下菊二、植月英俊などがいる。
写真家では、山本悍右などがいる。
漫画界では、不条理漫画といわれ、つげ義春のねじ式（1968年月刊『ガロ』6月増刊号に発表）によって初めてシュルレアリスム的表現の可能性が切り開かれ、漫画界のみならず多くの知識人、芸術家などに多大な影響を与えるとともに全共闘世代の圧倒的支持を得た。
日本におけるシュルレアリスムは、ネオ・ダダの系譜にある雑誌『ゲエ・ギムギガム・プルルル・ギムゲム』（1924年-1926年）から北園克衛、稲垣足穂、宇留河泰呂が、冨士原清一の『列』に合流して日本最初のシュルレアリスム専門雑誌『薔薇・魔術・学説』（1927年-1928年、冨士原清一が主宰
）が創刊されるなど、初期においてダダからの流れが重要な役割を果した。
また、愛知県では文化人の間でシュルレアリスムが流行し、特に愛知県名古屋市はシュルレアリストの拠点となっていた。その理由として、愛知県在住の詩人である山中散生がフランスのシュルレアリストと書簡で交流しており、愛知県にはフランスのシュルレアリスムの情報が直接もたらされていたことが挙げられる。同じく愛知県在住の画家であった下郷羊雄も、山中散生に感化されてシュルレアリスムに傾倒し、やがて愛知県のシュルレアリストの中心人物となっていった。当地におけるシュルレアリスムの興隆は、のちに「名古屋のシュルレアリスム」と称される一大ムーブメントとなった。名古屋のシュルレアリスムの系譜に連なる者としては、画家の尾澤辰夫らがいる。

### 俗語としてのシュルレアリスム
1990年代末期頃から、日本のメディアや俗語において「シュール」であるということは、超現実主義の意味から逸脱して「ナンセンス」「不条理」であるという意味で使われるようになった。あくまで「シュールな」「シュールだ」というように略称でのみ使われ、本来のシュルレアリスムからは独立した別の概念として扱われている。

### 研究
- 近年の日本においてシュールレアリスム研究及び大学におけるシュールレアリスムの講義並びに実技（自由連想法を用いたディスカッションを含む）を行っている人物として多田夏雄が挙げられる。著書としてシュールレアリスム論（文星芸術大学紀要）。

- シュールレアリスム研究家 黒沢義輝は戦前の日本におけるシュールレアリスム研究の第一人者である[要出典]。
- AI、論理学、メディアアートの講義においてデペイズマンなどシュルレアリスムの技法の解説を行っている人物として中野圭がいる[111][112]。

## 関連文献
- 鈴木雅雄、林道郎『シュルレアリスム美術を語るために』（水声社、2011）ISBN 9784891768348
- 酒井健『シュルレアリスム : 終わりなき革命』（中央公論新社〈中公新書〉、 2011）ISBN 9784121020949
- 谷川渥『シュルレアリスムのアメリカ』（みすず書房、2009）ISBN 9784622074090
- 速水豊『シュルレアリスム絵画と日本 : イメージの受容と創造』（日本放送出版協会、2009）ISBN 9784140911358
- 鈴木雅雄『シュルレアリスム、あるいは痙攣する複数性』（平凡社、2007）ISBN 9784582702743
- 巌谷國士『シュルレアリスムとは何か』（筑摩書房〈ちくま学芸文庫〉、2002）ISBN 4480086781
- アンドレ・ブルトン『シュルレアリスム宣言・溶ける魚』（巖谷國士訳、岩波書店〈岩波文庫〉、1992）ISBN 4003259017
- アンドレ・ブルトン『ナジャ』（巖谷國士訳、岩波書店〈岩波文庫〉、2003）ISBN 4003259025
- アンドレ・ブルトン『魔術的芸術 普及版』（巖谷國士・谷川渥ほか訳、河出書房新社、2002、新版2017）ISBN 430927904X
- アンドレ・ブルトン『超現実主義宣言』（生田耕作訳、中央公論新社〈中公文庫〉、1999）ISBN 412203499X
- 『水声通信：20 思想史のなかのシュルレアリスム 』(水声社、2007年)
- 『水声通信：23 シュルレアリスム美術をどう語るか』(水声社、2008年)
- 『水声通信：25 シュルレアリスム美術はいかにして可能か』(水声社、2008年)
- 巖谷國士編 『ユリイカ 詩と批評 総特集ダダ・シュルレアリスムの21世紀』、2016年8月臨時増刊号、青土社
- 巌谷國士編 『ユリイカ シュルレアリスム』、1993年8月臨時増刊号、青土社
- 澤正宏／和田博文編『日本のシュールレアリスム』（世界思想社、1995年）